# Любешево (Ґрифицький повіт)
Любешево (пол. Lubieszewo, нім. Lübsow) — село в Польщі, у гміні Грифиці Ґрифицького повіту Західнопоморського воєводства.
Населення — 72 особи (2011).

## Демографія
Демографічна структура станом на 31 березня 2011 року:
|          | Загалом | Допрацездатний вік | Працездатний вік | Постпрацездатний вік |
| -------- | ------- | ------------------ | ---------------- | -------------------- |
| Чоловіки | 36      | 12                 | 19               | 5                    |
| Жінки    | 36      | 6                  | 17               | 13                   |
| Разом    | 72      | 18                 | 36               | 18                   |